# Baek Mu-san
Baek Mu-san (en hangeul :백무산) est un écrivain sud-coréen né en 1955.

## Biographie
Baek Mu-san est né à Yeongcheon un petit arrondissement de la province du Gyeongsangbuk-do en 1955. Il vit actuellement à Ulsan, une ville industrielle au sud-ouest de la Corée.

## Œuvre
Baek Mu-san fait ses débuts littéraires en 1984 avec la publication d'un recueil de poèmes intitulé La ligne de l'enfer (Jiokseon). Son deuxième recueil de poèmes intitulé Prolétaires de tous les pays (Mangugui nodongjayeo, 1988), ainsi que son troisième Seul le port Mipo se dresse sur le crépuscule de l'aube (Dongteuneun mipomani saebyeogeul ditgo, 1990) sont dédiés au prolétariat et aux dépossédés, préoccupation contenue dans le prénom même de l'auteur Mu-san qui signifie littéralement « qui n'a rien ». Ses poèmes sont marqués par une conscience claire des contradictions de classe qui se sont renforcées au cours de l'industrialisation rapide de la Corée du Sud au cours des années 1970 et 1980. Son travail est aussi marqué par l'indignation contre la répression et l'exploitation des travailleurs par le capitalisme. Sa littérature, dite « réaliste », elle est basée sur l'expérience des travailleurs et des ouvriers, milieu qu'il a lui-même fréquenté. Ses récits insufflent le rêve de parvenir à une libération humaine et de s'arracher à un travail répétitif et déshumanisant. La poésie qu'il a composée après cette période est davantage révolutionnaire avec la volonté de donner vitalité et sens à l'existence de l'Homme, Homme qu'il estime aliéné par des désirs vides et par la cupidité. 
Le rêve d'atteindre la libération humaine à travers une refonte des classes sociales, caractéristique de ses premiers poèmes, révèle tacitement une orientation socialiste du poète. Cela correspond à l'orientation socialiste exprimé de manière uniforme dans la lutte contre la dictature et pour la démocratie qui a eu lieu dans la société coréenne au milieu des années 1980. Cependant, l'effondrement du socialisme européen et soviétique a ébranlé cette idéologie. De la même manière, la poésie de Baek Mu-san a également connu des changements majeurs. Ces poèmes récents se concentrent davantage sur des questions existentielles.